# Zwischbergen
Zwischbergen es una comuna suiza del cantón del Valais, situada en el distrito de Brig. Limita al norte con la comuna de Ried-Brig, al este y sur con las comunas italianas de Varzo, Bognanco, Antrona Schieranco y Trasquera, todas ubicadas en la provincia de Verbano Cusio Ossola, al oeste limita con Saas-Almagell y Simplon.

## Historia

### Gondo
El pueblo de Gondo, que forma parte de Zwischenbergen, está situado en la falda sur del paso de Simplon en la frontera con Italia. Aunque el idioma que más se habla ha sido alemán durante mucho tiempo, la población es en parte de ascendencia italiana. Gondo pertenecía al dominio de Novara, hasta Boniface de Challant, hasta cuando el obispo de Sion, compró los derechos de la aldea en 1291 al conde de Castelló. Sin embargo, la parroquia de Gondo primero pertenecía a la diócesis de Sion en 1822. Durante gran parte de la historia de la aldea, la escuela se llevaba a cabo en la casa parroquial, pero en 1958 se construyó una escuela.
Una nueva iglesia fue construida en la aldea en 1495. Los desacuerdos sobre la designación de los administradores de la nueva iglesia en el medio del siglo XV llevó a la creación de una corporación municipal y los estatutos municipales.
Algunas de las familias de Simplon y Gondo se hicieron ricos a través del transporte de mercancías y el contrabando en el pase. Con su riqueza, se convirtieron en una parte importante en el panorama político de Valais. Entre 1550 y 1897 hubo minas de oro en el valle, eso ya en tiempos de los romanos, eran conocidas las minas, que fueron explotadas por empresas francesas antes de caer en la bancarrota, actualmente hay visitas guiadas ahora a través de las antiguas minas.
En los siglos 18 y 19 el pueblo se vio afectada por los aludes devastadores. El 14 de octubre de 2000, un tercio de la aldea fue destruida por un deslizamiento de tierra que cobró 13 vidas y destruyó ocho edificios, incluyendo la parte occidental de la torre Stockalper, que fue construido en 1650.

## Geografía

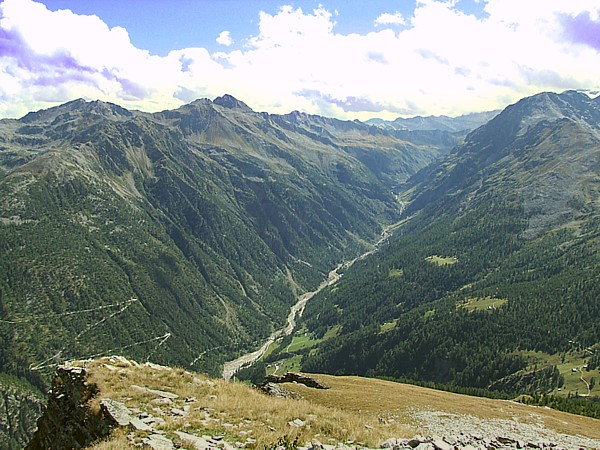
Valle de Zwischbergen

Zwischbergen tiene un área de 86,1 kilómetros cuadrados (33,2 millas cuadradas). De esta superficie, el 13,1% se utiliza para fines agrícolas, mientras que el 24,4% está cubierta de bosques. Del resto de la tierra, el 0,4% es utilizado por edificios o caminos y el 62,1% son tierras improductivas.
El pueblo de Gondo, en la carretera Paso de Simplon, se encuentra en el municipio.

## Demografía
Zwischbergen tiene una población de 87 personas a diciembre de 2012. A partir de 2008 , el 12,6% de la población son extranjeros residentes. En los últimos 10 años (1999-2009) la población ha cambiado a un ritmo de -35.4%. Ha cambiado a una tasa del -24,1% debido a la migración ya una tasa de -11,4%, debido a los nacimientos y las muertes.
La mayor parte de la población habla alemán, 69 personas(88,5%) como su primer idioma, italiano es el segundo más común 4 personas (5,1%) y el español solo hablan 3 personas (3,8%). Hay solo 1 persona que habla francés.
A partir de 2008 , la distribución por sexo de la población fue de 58,8% hombres y 41,2% mujeres. La población estuvo conformada por 54 hombres suizos (52,9% de la población) y 6 (5,9%) hombres no suizos. Hubo 40 mujeres suizas (39,2%) y 2 (2,0%) de las mujeres no suizas. de la población en el municipio 48 o aproximadamente el 61,5% nacieron en Zwischbergen y vivían allí en 2000. Había 14 personas o el 17,9% que han nacido en el mismo cantón, mientras que 7 personas (9,0%) nacieron en otro lugar en Suiza, y 8 personas (10,3%) han nacido fuera de Suiza.
La distribución por edades de la población son niños y adolescentes (0-19 años) constituyen el 25,6% de la población, mientras que los adultos (20-64 años) representan el 59% y los de la tercera edad(mayores de 64 años) constituyen el 15,4%. En el año 2000, había 31 personas solteras. Había 36 personas casadas, viudas o viudos 7 y 4 personas divorciadas.
En el año 2000, había 31 hogares en el municipio, y un promedio de 2,3 personas por hogar. Había 9 casas que consisten en una sola persona y 3 familias con cinco o más personas. De un total de 33 hogares que respondieron a esta pregunta, el 27,3% eran hogares formados por una sola persona y no había 1 adulto que vivía con sus padres. Del resto de los hogares, hay 8 parejas casadas sin hijos, 8 parejas casadas con hijos Hubo 4 familias monoparentales con un hijo o hijos. Hubo 1 hogar que fue formado por personas no relacionadas y 2 casas que se arreglaron de algún tipo de institución o de otra vivienda colectiva.
En el año 2000 había 10 casas unifamiliares (25,6%), de un total de 39 edificios habitados. Hubo 16 edificios multifamiliares (41,0%), junto con 10 edificios de usos múltiples que se utilizan sobre todo para la vivienda (25,6%) y otros 3 edificios de uso (comercial o industrial) que también tenían algunas viviendas (7,7%). Un total de 31 apartamentos (41,9% del total) permanentemente se ocupaba, mientras que 28 apartamentos (37,8%) fueron ocupados por temporadas y 15 apartamentos (20,3%) estaban vacíos. La tasa de desocupación para el municipio, en 2010, fue de 2.41%.
La población histórica se presenta en el cuadro siguiente:

## Economía

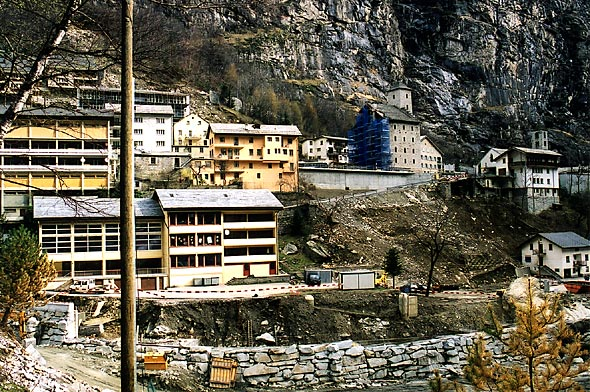
Pueblo de Gondo

En el año 2010, Zwischbergen tenía una tasa de desempleo del 0%. En el año 2008, había 3 personas empleadas en el sector económico primario y aproximadamente 1 en negocios implicados en este sector. 15 personas estaban empleadas en el sector secundario y había 1 negocio en este sector. 52 personas estaban empleadas en el sector terciario, con 11 negocios en este sector. Hubo 32 residentes de la municipalidad que se emplearon en un poco de capacidad, de los cuales las mujeres arreglaron el 21.9% de la fuerza laboral.
En 2008 el número total de equivalentes a tiempo completo era de 60 puestos de trabajo. El número de empleos en el sector primario fue de 2, todos los cuales estaban en la agricultura. El número de empleos en el sector secundario fue de los cuales 15 personas, estaban en la fabricación, el número de empleos en el sector terciario fue de 43. En el sector terciario; 8 o 18,6% se encontraban en las ventas al por mayor o al por menor o la reparación de vehículos de motor, el 10 o el 23,3% estaban en el movimiento y almacenaje de mercancías, 9 o 20,9% se encontraban en un hotel o restaurante, 1 persona trabajaba en la industria financiera.
En el año 2000 había 64 trabajadores que viajaron a diario en el municipio y 16 trabajadores que viajaron a diario lejos. La municipalidad es un importador neto de los trabajadores, con cerca de 4,0 trabajadores que ingresan al municipio por cada partida. Cerca del 34,4% de la fuerza laboral que entra en Zwischbergen vienen de fuera de Suiza. de la población activa, el 25% utiliza el transporte público para ir al trabajo, y el 40,6% utiliza un vehículo privado.

## Religión
Los datos del censo del año 2000 indican que 73 personas (93,6%) eran católicos, mientras que 1 persona (1,3%) pertenecía a la Iglesia Reformada de Suiza.

## Educación
En Zwischbergen aproximadamente 31 personas (39,7%), de la población han completado la enseñanza secundaria superior, y 2 personas (2,6%) han completado la enseñanza superior adicional (Universidad o Fachhochschule). De los 2 quien completó la educación terciaria, 50.0% era hombres suizos, el 50,0% eran mujeres suizas.
En el año 2000, había solo 3 estudiantes de Zwischbergen que asistían a escuelas fuera de la comuna.